# Affonsea edwallii
Affonsea edwallii är en ärtväxtart som beskrevs av Hermann August Theodor Harms. Affonsea edwallii ingår i släktet Affonsea och familjen ärtväxter. Inga underarter finns listade i Catalogue of Life.